# Kessenich (Euskirchen)
Kessenich ist ein Ortsteil im Norden von Euskirchen. Östlich von Kessenich fließt die Erft.

## Geschichte
Kessenich ist ein sehr alter Ort. Erste Erwähnungen reichen bis in die Römerzeit zurück, in der Kessenich ein Boten-Reiterhof der Römer war. Hier wurden die Pferde der römischen Boten getauscht, als sie auf der Durchreise aus der Eifel beispielsweise nach Köln waren. Bei Bauarbeiten zweier Mehrfamilienhäuser an der Kessenicher Straße, Ecke Lindenhofstraße wurden Ruinen römischer Bauwerke entdeckt.
Gemeinsam haben die ehemaligen Dörfer Kessenich, Disternich und Rüdesheim die Stadt Euskirchen gegründet und sind somit die ältesten Stadtviertel. Die Stadtrechte wurden 1302 verliehen.
Die Stadt Euskirchen hat Kessenich ab 2009 als eigenen Ortsteil und nicht mehr als Stadtviertel aufgeführt.
Am 31. Dezember 2017 hatte Kessenich 270 Einwohner.

## Sehenswürdigkeiten
In Kessenich befinden sich die Burg Kessenich, das Rittergut Bartelshof und das Gut Friedrichsruh.

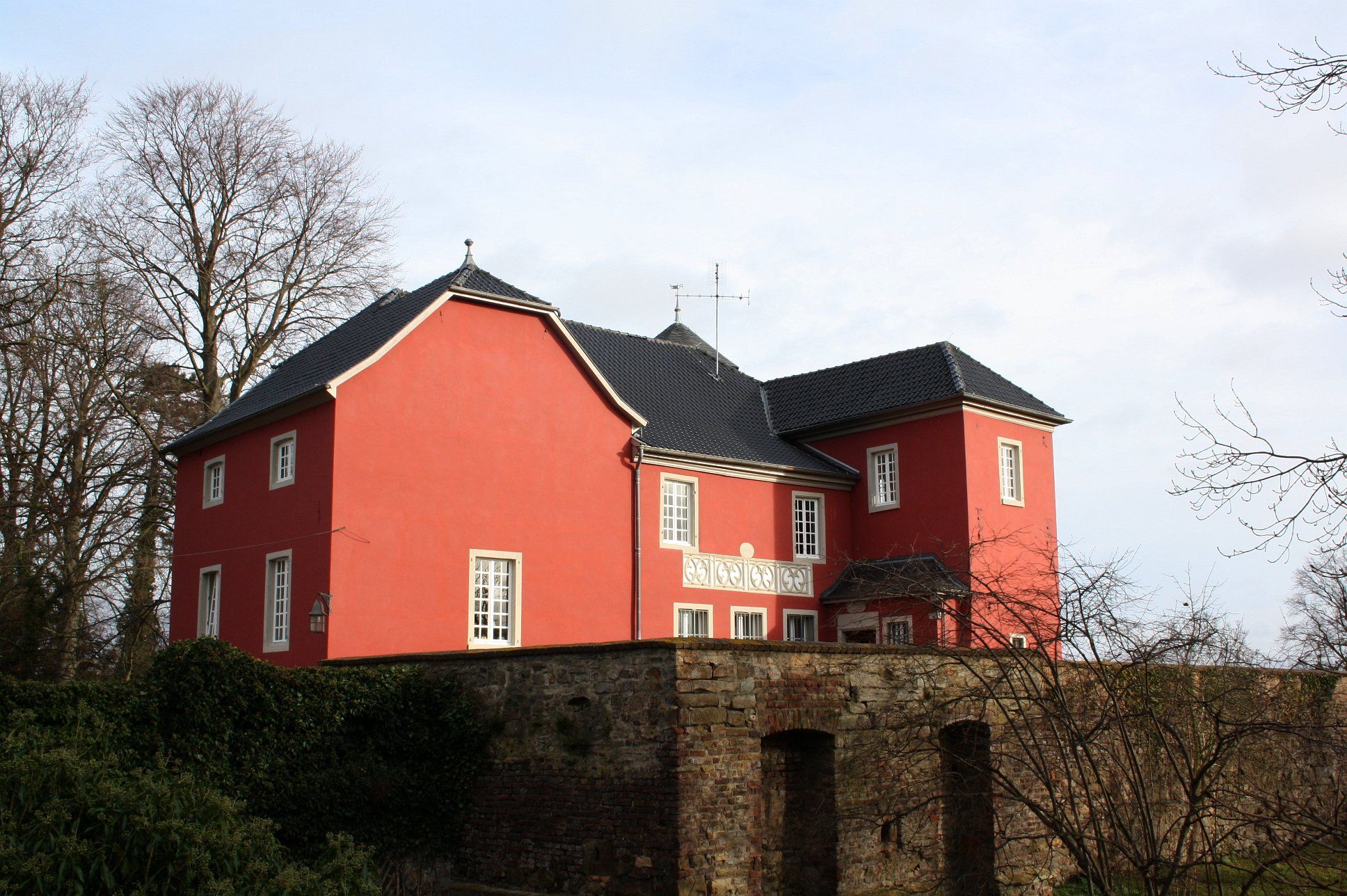
Burg Kessenich
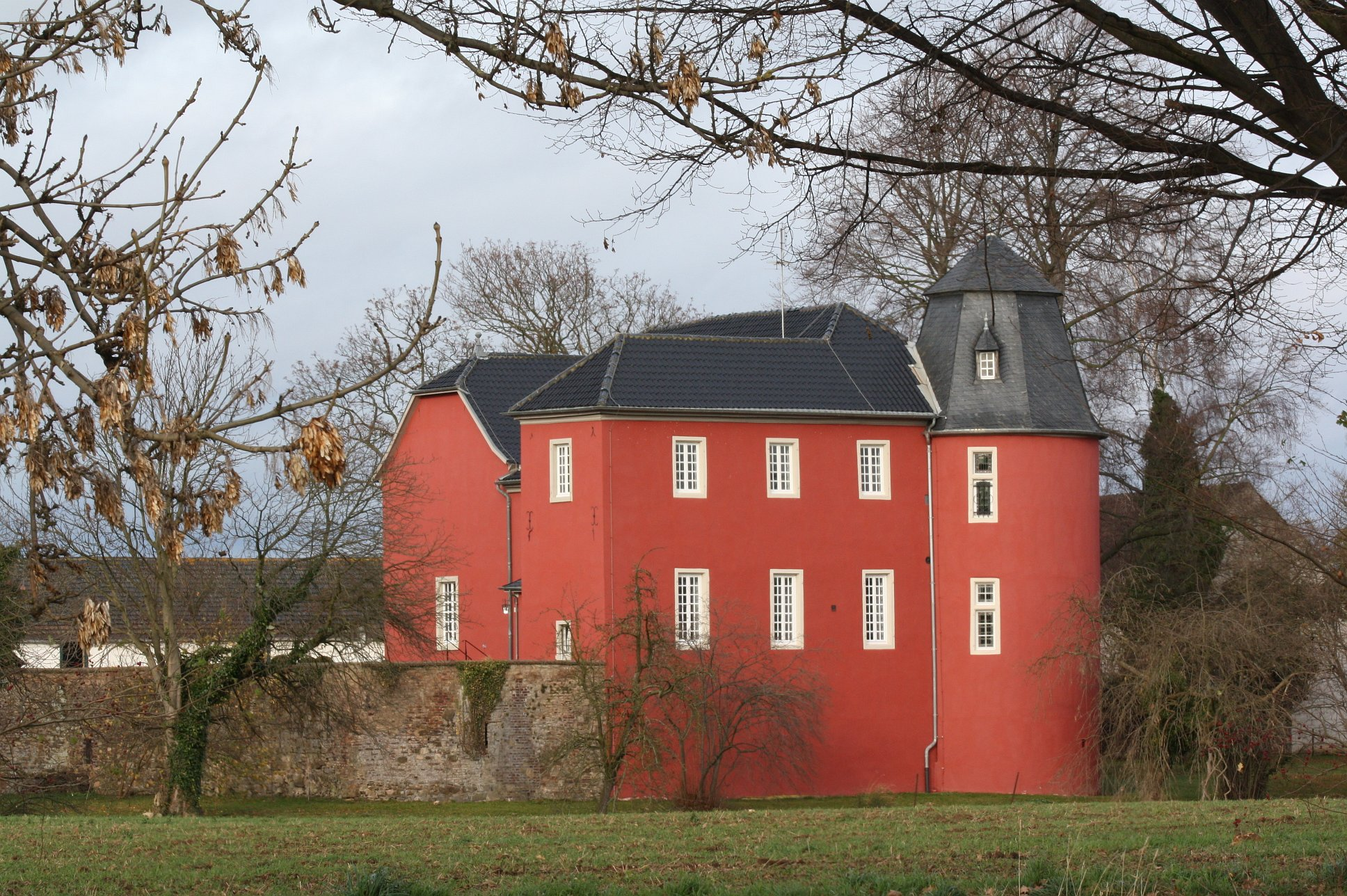
Burg Kessenich von der Erft aus gesehen

## Verkehr
Die VRS-Buslinie 869 der RVK und die SVE-Buslinie 872 verbinden den Ort mit Euskirchen und Derkum. Zusätzlich verkehren einzelne Fahrten der auf die Schülerbeförderung ausgerichteten Linie 731.
| Linie | Betreiber | Verlauf |
| ----- | --------- | --- |
| 731   | SVE       | Schülerverkehr Euskirchen: Dom-Esch – Kleinbüllesheim – Großbüllesheim – Wüschheim – Kessenich – Euskirchen |
| 869   | RVK       | Euskirchen Bf – Kessenich – Bodenheim – Lommersum – Derkum Bf                                               |
| 872   | SVE       | Kessenich – Euskirchen Bf – (Euskirchener Heide –) Euskirchen, Theodor-Körner-Str.                          |